# Demomisis filum
Demomisis filum là một loài bọ cánh cứng trong họ Cerambycidae.